# Банк Негара Малайзія
Банк Негара Малайзія (малай. Bank Negara Malaysia, англ. Central Bank of Malaysia) —— центральний банк Малайзії.

## Історія
У 1938 році створено Управління грошового обігу Малайї. Грошові знаки Управління випускалися для обігу у Джохорі, Келантані, Кедаху, Перлісі, Теренггану, Негері-Сембілані, Пахангу, Пераку, Селангорі, Пенанзі, Малацці, Сінгапурі, Північному Борнео, Сараваку і Брунеї.
У 1953 році Управління було перейменоване в Управління грошового обігу Малайї і Британського Борнео.
26 січня 1959 року створений державний Банк Негара Малайя, перейменований у вересні 1963 року в Банк Негара Малайзія.
12 червня 1967 року Управління грошового обігу Малайї і Британського Борнео було скасоване, банк став єдиним емісійним інститутом.